# American Conservatory Theater

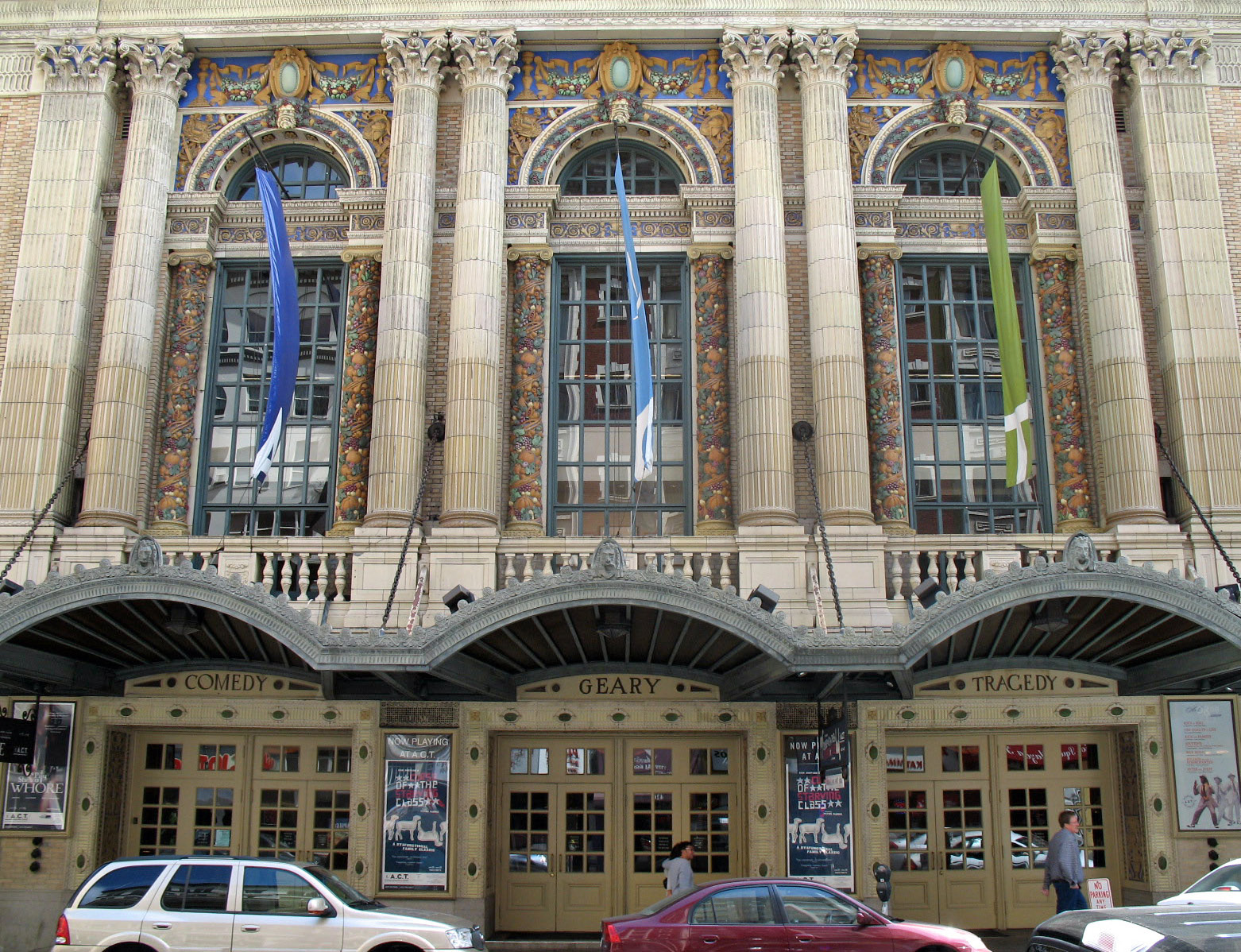
Geary Theatre

American Conservatory Theater (A.C.T.) ist eine große, nicht kommerzielle Theatergesellschaft in San Francisco, Kalifornien, die zeitgenössische und klassische Stücke aufführt; zudem ist es eine Schauspielschule. Es verfügt über ein eigenes Theatergebäude (Geary Theatre).

## Geschichte
Das A.C.T. wurde 1965 in Pittsburgh vom Theaterdirektor William Ball gegründet. Nach einer Einladung von Philanthropen und städtischen Offiziellen aus San Francisco siedelte Ball die Gesellschaft nach San Francisco um.
Am 21. Januar 1967 wurden 27 vollwertige Produktionen auf zwei verschiedenen Bühnen innerhalb der ersten vierzigwöchigen Saison aufgeführt. Der San Francisco Chronicle-Kritiker Paine Knickerbocker bezeichnete die Eröffnungsaufführung von Molières Tartuffe als einen überwältigenden Triumph.

## Alumni
- Denzel Washington (* 1954), Schauspieler, Regisseur und Filmproduzent
- Annette Bening (* 1958), Schauspielerin
- Benjamin Bratt (* 1963), Schauspieler
- Carlos Bernard (* 1962), Schauspieler und Regisseur
- Amy Irving Schauspielerin, Filmproduzentin und Sängerin.
- Elizabeth Banks (* 1974), Schauspielerin, Filmproduzentin und Regisseurin
- Anna Belknap (* 1972), Schauspielerin
- Dileep Rao (* 1973), Schauspieler
- Marsha Mason (* 1942), Schauspielerin
- Danny Glover (* 1946), Schauspieler, Filmregisseur, UNICEF-Sonderbotschafter, politischer Aktivist und Sänger
- Anna Deavere Smith (* 1950), Schauspielerin, Dramatikerin und Hochschulprofessorin
- Omar Metwally (* 1974), Schauspieler
- Don Johnson (* 1949), Schauspieler und Sänger
- Teilnahme an Trainingscamps für junge Schauspieler
  - Nicolas Cage (* 1964), Schauspieler, Filmproduzent
  - Teri Hatcher (* 1964), Schauspielerin
  - Winona Ryder (* 1971), Schauspielerin